# Ја сам Луна
Ја сам Луна (шп. Soy Luna) је аргентинско-мексичка теленовела чији је продуцент Disney Channel Латинска Америка. Прву епизоду серије Ја сам Луна је гледало више од 2,3 милиона гледалаца само у Аргентини. Серију су развили Disney Channel Латинска Америка и Европа, Средњи исток и Африка (ЕМЕА).
Серија је награђивана на Kids Choice Awards у Аргентини, Мексику и Колумбији, а освојила је награду на Nickelodeon додели награда за омиљени програм, а номинована је за награду Мартин Фиеро 2017. године. Валентина Зенере је 3 пута освојила награду за омиљену негативну улогу, а главни глумац, Руђеро Паскуарели је 2 пута освојио награду за омиљеног глумца, а Мајкл Ронда је исту награду освојио на Kids Choice Awards у Мексику, док је главна глумица Карол Севиља три пута номинована за ту титулу, а осваја је на Kids Choice Awards у Аргентини, 2016. године. Агустин Бернаскони је на истој манифестацији, исте године освојио награду за момка у тренду, а Лионел Феро је такође био номинован.
У Србији се серија премијерно емитовала од 10. априла 2020. до 15. фебруар 2021. године на каналу Нова, са титловима на српском језику. Титлове је радио студио Блу хаус.

## Преглед серије
| Сезона | Сезона | Епизоде | Епизоде | Оригинално емитовање | Оригинално емитовање |
| Сезона | Сезона | Епизоде | Епизоде | Премијера            | Финале               |
| ------ | ------ | ------- | ------- | -------------------- | -------------------- |
|        | 1.     | 80      | 40      | 14. март 2016.       | 6. мај 2016.         |
|        | 1.     | 80      | 40      | 4. јул 2016.         | 26. август 2016.     |
|        | 2.     | 80      | 40      | 17. април 2017.      | 9. јун 2017.         |
|        | 2.     | 80      | 40      | 7. август 2017.      | 29. септембар 2017.  |
|        | 3.     | 60      | 30      | 16. април 2018.      | 25. мај 2018.        |
|        | 3.     | 60      | 30      | 9. јул 2018.         | 17. август 2018.     |

### 1. сезона
Луна Валенте живи срећан живот у Канкуну, у Мексику, радећи као достављачица у "Fudgger Wheels-у", достављајући храну ролерима, са својим најбољим пријатељем Симоном који компонује музику и свира гитару. Једног дана Луна сања сан у коме клиза уз музику на великој стази. Истог дана, у Мексико долази богата госпођа Шарон Бенсон, чија је сестра трагично настрадала у пожару са својим супругом Барни Бенсоном и ћерком Сол (за коју није сигурно да је мртва и која се још може пронаћи), који се догодио у вили Бенсон, у Аргентини. Ужурбана Луна се игром случаја на улици судари са Матеом Балсаном, лепим, али помало самоувереним дечком који је у вези са Амбар, кумицом госпође Шарон Бенсон. Игром случаја, Амбар гурне Луну у базен, а Матео је спаси, што у Амар пробуђује љубомору. Лунини родитељи, Моника и Мигел добијају пословну понуду од госпође Шарон, па буду приморани да се преселе у Буенос Ајрес, у Аргентини. Луна започиње нови живот и открива клизалиште из својих снова,"Jam&Roller" у коме добија посао помоћника на писти и креће у "Blake South College", у једном од најпрестижнијих аргентинских колеџа. Амбар одмах примети да се осећања Луне и Матеа бивају све дубља, па са својим другарицама Делфином и Јазмин, које имају канал "Fab&Chic", на коме објављују дешавања из клизалишта, чини све да Луну избаци из клизалишта и школе, међутим то јој не полази за руком. Луна и Матео се све више зближавају одбијајући да признају да је оно што од првог тренутка осећају једно према другом - љубав. Луна упознаје Нину, повучену и тиху девојку са којом постаје веома блиска и која јој постаје велика подршка. Након што и Симон дође у Буенос Ајрес, Луна наставља да живи свој нови живот, сигурна да сада има све што јој је потребно да буде срећна. Сваког дана постаје све боља у клизању и све се више прилагођава животу у Буенос Ајресу, не знајући за велику тајну која се годинама крије и која је веже, не само за Шарон, него и за целу фамилију Бенсон.

### 2. сезона
Друга сезона започиње новом школском годином, као и Луниним сном који представља нову етапу у њеном животу. За Амбар, ово је последња школска година, те јој Шарон поклања златну хемијску, којом ће написати своју будућност. Шарон се слаже са Амбарином жељом да студира у Паризу, па је подсећа да мора да буде најбоља и да не дозволи да јој неко или нешто стане на пут. Луна је забринута јер јој се Матео не јавља. Тамара напушта клизалиште, а писту поверава Луни, међутим, након пожара који тамо избије, клизалиште добија нову директорку, Хулиану, која је Тамарина потпуна супротност. Тамарин ведар дух замењује Хулианина негативна енергија, међутим, нико не слути да је Хулиана у ствари Мариса Минт - клизачица која је изводећи један од најзахтевнијих покрета освојила кристалну клизаљку, али и повредила колено, тако да више није могла да клиза, те је одлучила да одбаци свој идентитет и замени га новим. У вилу Бенсон долази господин Алфредо, отац госпође Шарон, који од првог тренутка има снажну повезаност са Луном. Шарон схвата да тајна о девојчици која је настрадала поводом стравичног пожара, сваког дана прети да буде откривена, те, представља Амбар као своју нећаку - Сол Бенсон. Међутим, временом, Алфредо све више сумња да је Амбар његова унука, а сумњу у самој Амбар буди Силвана, мистериозна жена која јој саопштава да је она њена мајка, док је за то време Луна све ближа откривању истине о свом пореклу.

### 3. сезона
Након сазнања да је она Сол Бенсон, Луна се осећа веома чудно и има толико питања, на која још увек није пронашла одговор. Шарон је побегла након што су њене лажи разоткривене, те нико не зна ништа о њој. Амбар одлучује да скроз промени своју личност, те њене главне одлике постају црна шминка, са црном маркираном одећом. Гари, тренер екипе "Los Sliders", која је победила "Jam&Roller" у финалу клизачког такмичења одржаног у Мексику, одлучује да обједини ове две екипе у једну јединствену екипу "Red Sharks", те Амбар на тај начин почиње да се дружи са Емилијом, главном девојком бивше екипе "Los Sliders" и Бенисиом. Луна има све чешће има кошмаре, проузроковане својим несигурностима и страховима. Све чешће сања своје биолошке родитеље, Лили и Берни, те се поставља питање: Да ли су можда они живи?

## Ликови
- Луна Валенте (Карол Севиља) — Луна је слатка и добронамерна девојка из Мексика. Она је амбициозна и вољена и води води рачуна о својим блиским пријатељима и породици. У клизалишту "Jam&Roller" проналази прилику да комбинује две ствари које воли: клизање и плес. Талентом и упорношћу Луна постиже све што пожели.
- Матео Балсано (Руђеро Паскуарели) — Син италијанског дипломате, Матео, живео је у многим земљама. Он је најлепши дечко у "Blake Sauth Colleg-у", тако да је популаран и самоуверен. Матео је талентовани клизач и не пропушта прилику да покаже своје вештине у клизалишту "Jam&Roller".
- Симон Алварез (Мајкл Ронда) — Симон је добродушан и брижан дечко из Мексика. Воли да клиза, али његова права страст је музика. Симон је веома талентован музичар и пише оригиналне песме за гитару.
- Амбар Смит (Валентина Зенере) — Амбар је популарна и привилегована девојка. Лепа је и то зна. Амбар је талентована клизачица и ужива у пажњи коју добија у "Jam&Roller-у"
- Нина Самонети (Каролина Капелиоф) — Нина је стидљива и затворена девојка, а понекад и нема самопоуздања. Она је интелигентна и радознала по природи. Нина воли да учи и интересује се за све око себе.
- Шарон Бенсон (Лусила Гандолфо) — Шарон је богата и софистикована жена. Интелигентна и самоуверена, врло је амбициозна и често врло хладна.
- Делфина 'Делфи' Алзаменди (Малена Ратнер) — Делфи је Јазминина другарица која заједно са њом води канал "Fab%Chic", на ком објављују дешава из клизалишта "Jim&Roller". Заједно са Јазмин и Амбар смишља планове којима ће избацити Луну из клизалишта и школе, а самим тим и из виле Бенсон.
- Хасмин Карбахал (Катја Мартинез) — Јазмин је Делфина другарица, и са њом води канал "Fab&Chic". Јазмин је девојка која све схвата буквално и из тога произилазе многе смешне ситуације. Јазмин је потајно заљубљена у Симона.
- Гастон Перида (Агустин Бернаскони) — Гастон је Матеов најбољи пријатељ који је уз њега у свим ситуацијама. Увек орасположи Нину и насмеје је у најтежим тренуцима, док је потајно заљубљен у њу.
- Тамара Риос (Луз Каприота) — Тамара је директорка клизалишта "Jim&Roller". На моменте уме да буде строга, али је ведрог духа и воли свој посао.

## Улоге

### Млађа глумачка постава
| Глумац             | Лик                       | Сезона          | Сезона          | Сезона |
| Глумац             | Лик                       | 1               | 2               | 3      |
| ------------------ | ------------------------- | --------------- | --------------- | ------ |
| Карол Севиља       | Луна Валенте / Сол Бенсон | Главни          | Главни          | Главни |
| Руђеро Паскварели  | Матео Балсано             | Главни          | Главни          | Главни |
| Валентина Зенере   | Амбар Смит                | Главни          | Главни          | Главни |
| Мајкл Ронда        | Симон Алварез             | Главни          | Главни          | Главни |
| Малена Ратнер      | Делфина "Делфи" Алзаменди | Главни          | Главни          | Главни |
| Катја Мартинез     | Хасмин Карбахал           | Главни          | Главни          | Главни |
| Кјара Парависини   | Ђамила "Ђам" Санчез       | Главни          | Главни          | Главни |
| Ана Јара           | Ђимена "Ђим" Медина       | Главни          | Главни          | Главни |
| Хорхе Лопез        | Рамиро Понсе              | Главни          | Главни          | Главни |
| Гастон Вието       | Педро Ариас               | Главни          | Главни          | Главни |
| Лионел Феро        | Николас "Нико" Наваро     | Главни          | Главни          | Главни |
| Каролина Капелиоф  | Нина Симонети             | Главни          | Главни          | Главни |
| Агустин Бернаскони | Гастон Перида             | Главни          | Главни          | Гост   |
| Ђована Рејнауд     | Емилија                   | Не појављује се | Епизодни        | Главни |
| Пасквале Ди Нузо   | Бенисио                   | Не појављује се | Епизодни        | Главни |
| Хандино            | Ерик Андраде              | Не појављује се | Не појављује се | Главни |

### Старија глумачка постава
| Глумац                 | Лик                                        | Сезона          | Сезона          | Сезона          |
| Глумац                 | Лик                                        | 1               | 2               | 3               |
| ---------------------- | ------------------------------------------ | --------------- | --------------- | --------------- |
| Лусила Гандолфо        | Шарон Бенсон/Викторија Зуреда/Ванеса Фулшт | Главни          | Главни          | Главни          |
| Родриго Педреира       | Реиналдо "Реј" Гутиерез                    | Главни          | Главни          | Главни          |
| Давид Мури             | Мигел Валенте                              | Главни          | Главни          | Главни          |
| Ана Каролина Валсања   | Моника Валенте                             | Главни          | Главни          | Главни          |
| Каро Ибара             | Ана Валпараисо                             | Главни          | Главни          | Главни          |
| Езеквел Родригез       | Рикардо Симонети                           | Главни          | Главни          | Главни          |
| Паула Кохн             | Мора Барза                                 | Главни          | Главни          | Гост            |
| Диего Алкала           | Мартин"Тино" Алкарез                       | Главни          | Главни          | Не појављује се |
| Херман Трипел          | Католино "Като" Алкоба                     | Главни          | Главни          | Не појављује се |
| Антонела Кверзоли      | Аманда                                     | Главни          | Главни          | Не појављује се |
| Естела Рибеиро         | Хулиана / Мариса Минт                      | Не појављује се | Главни          | Главни          |
| Роберто Карнагхи       | Алфредо Милер                              | Не појављује се | Главни          | Главни          |
| Јоаквин Бертхолд       | Гари Лопез                                 | Не појављује се | Епизодни        | Главни          |
| Луз Каприота           | Тамара Риос                                | Главни          | Гост            | Не појављује се |
| Викторија Суарез Батан | Маргарита "Маги" Акхага                    | Не појављује се | Не појављује се | Главни          |

### Гостујући и епизодни глумци
| Глумац               | Лик                     | Сезона          | Сезона          | Сезона          |
| Глумац               | Лик                     | 1               | 2               | 3               |
| -------------------- | ----------------------- | --------------- | --------------- | --------------- |
| Рената Иглесијас     | Сол Бенсон (девојчица)  | Епизодни        | Епизодни        | Епизодни        |
| Софија Гонзалес      | Лили Бенсон             | Епизодни        | Епизодни        | Епизодни        |
| Мајкла Табанера      | Силвана Ариал           | Епизодни        | Епизодни        | Епизодни        |
| Габријел Каламари    | Шави                    | Епизодни        | Епизодни        | Не појављује се |
| Телма Фардин         | Флоренција Балсано      | Епизодни        | Епизодни        | Не појављује се |
| Андреа Ловера        | Хефа де Енфермериа      | Епизодни        | Епизодни        | Не појављује се |
| Ева Аданајло         | Госпођа Родригез        | Епизодни        | Епизодни        | Не појављује се |
| Себастијан Вилалобос | Себастијан Вилалобос    | Епизодни        | Епизодни        | Не појављује се |
| Луис Асато           | Викторино Ванг          | Епизодни        | Епизодни        | Не појављује се |
| Борис Бакст          | Бернандо "Берни" Бенсон | Епизодни        | Не појављује се | Гост            |
| Маркело Буркоси      | Роберто Муњоз           | Епизодни        | Гост            | Не појављује се |
| Томас Де Лас Херас   | Маријано                | Епизодни        | Не појављује се | Не појављује се |
| Сол Морено           | Данијела                | Епизодни        | Не појављује се | Не појављује се |
| Сентијаго Стибен     | Аркаде                  | Епизодни        | Не појављује се | Не појављује се |
| Ђулиана Скаглионе    | Мар                     | Secundaria      | Ausente         | Ausente         |
| Хосефина Бијерес     | Вероника "Веро"         | Епизодни        | Не појављује се | Не појављује се |
| Лукреција Геларди    | Клара Санчез            | Епизодни        | Не појављује се | Не појављује се |
| Дарио Бараси         | Дарио Бараси            | Епизодни        | Не појављује се | Не појављује се |
| Лео Тренто           | Вили Стар               | Епизодни        | Не појављује се | Не појављује се |
| Самуел Насименто     | Санти Овен              | Гост            | Епизодни        | Не појављује се |
| Софија Карсон        | Софија Карсон           | Гост            | Не појављује се | Гост            |
| Вероника Сегура      | "Генералица"            | Гост            | Не појављује се | Не појављује се |
| Дени Мартинс         | Дени Мартинс            | Гост            | Не појављује се | Не појављује се |
| Мирта Вонс           | Олга Патриција Пена     | Гост            | Не појављује се | Не појављује се |
| Канделарија Молфесе  | Ева                     | Не појављује се | Епизодни        | Не појављује се |
| Канделарија Молфесе  | Ада                     | Не појављује се | Епизодни        | Епизодни        |
| Ђулијета Наир Калво  | Паула                   | Не појављује се | Епизодни        | Не појављује се |
| Шеила Пиколо         | Фернанда                | Не појављује се | Епизодни        | Не појављује се |
| Вилијам Патрик       | Росалес                 | Не појављује се | Епизодни        | Не појављује се |
| Адријана Паревоски   | Парсепцијон             | Не појављује се | Епизодни        | Не појављује се |
| Луцијано Кореја      | Представник Видиа       | Не појављује се | Епизодни        | Не појављује се |
| Роберто Атини        | Анхело Балсано          | Не појављује се | Епизодни        | Епизодни        |
| Игнецијо Хередиа     | Роко                    | Не појављује се | Епизодни        | Не појављује се |
| Габријел Епстеин     | Пабло                   | Не појављује се | Епизодни        | Не појављује се |
| Кристина Аленде      | Елена                   | Не појављује се | Епизодни        | Гост            |
| Бруно Хедер          | Бруно                   | Не појављује се | Епизодни        | Не појављује се |
| Мартина Стоесел      | Мартина Стоесел         | Не појављује се | Гост            | Не појављује се |
| Камила Фернандез     | Камила Фернандез        | Не појављује се | Гост            | Не појављује се |
| Сабрина Карпентер    | Сабрина Карпентер       | Не појављује се | Гост            | Не појављује се |
| Франциско Ортиз      | Патрицијо               | Не појављује се | Гост            | Не појављује се |
| Миа Џенкинс          | Ема                     | Не појављује се | Не појављује се | Епизодни        |
| Естебан Велазгуз     | Мишел                   | Не појављује се | Не појављује се | Епизодни        |
| Хуан Кианкијо        | Себастијан "Себа" Лопез | Не појављује се | Не појављује се | Епизодни        |
| Езеквуел Фернанз     | Хосе Фурби              | Не појављује се | Не појављује се | Епизодни        |
| Мауро Алварез        | Фелипе Мендевила        | Не појављује се | Не појављује се | Епизодни        |
| Дав Камерон          | Дав Камерон             | Не појављује се | Не појављује се | Гост            |
| Јан Лукас            | Јан Лукас               | Не појављује се | Не појављује се | Гост            |
| Ами Родригез         | Ами Родригез            | Не појављује се | Не појављује се | Гост            |